# Skiffersnårsparv
Skiffersnårsparv (Atlapetes schistaceus) är en fågel i familjen amerikanska sparvar inom ordningen tättingar.

## Utseende
Skiffersnårsparven är en mestadels grå sparv. Huvudteckningen är pregnant med rostbrun hjässa, vit strupe och svart mustaschstreck. Vissa bestånd har vitt på handpennornas bas. 

## Utbredning och systematik
Skiffersnårsparven delas in i två grupper av sammanlagt fyra underarter med följande utbredning:
- A. s. schistaceus – västra och centrala Anderna i Colombia och Ecuador
- A. s. tamae – Anderna i östra Colombia och sydvästra Venezuela (Táchira)
- A. s. fumidus – Sierra de Perijá (Colombia / Venezuela)
- A. s. castaneifrons – Anderna i västra Venezuela (Trujillo, Mérida och östra Táchira)

Junínsnårsparven kategoriserades tidigare som underart till skiffersnårsparven, men denna urskiljs sedan 2016 som egen art av Birdlife International och naturvårdsunionen IUCN, sedan 2024 även av IOC.

### Familjetillhörighet
Tidigare fördes de amerikanska sparvarna till familjen fältsparvar (Emberizidae) som omfattar liknande arter i Eurasien och Afrika. Flera genetiska studier visar dock att de utgör en distinkt grupp som sannolikt står närmare skogssångare (Parulidae), trupialer (Icteridae) och flera artfattiga familjer endemiska för Karibien.

## Levnadssätt
Skiffersnårsparven är en bergslevande fågel som hittas i snåriga miljöer på mellan 2500 och 3500 meters höjd. Den ses vanligen i par, födosökande lågt i vegetationen, ibland som en del av kringvandrande artblandade flockar.

## Status
IUCN kategoriserar arten som livskraftig.